# Lac de Mbakaou
Der Mbakaou ist ein Stausee in Kamerun.

## Lage
Der Mbakaou-See liegt bei der Stadt Tibati und nördlich des Mbam-Djerem-Nationalparks in der Region Adamaoua. Er wird durch die Flüsse Djérem und Meng gespeist. Der Damm wurde im Mai 1974 fertiggestellt.

## Nutzung

### Energiegewinnung
Bedingt durch die starken jahreszeitlichen Abflussschwankungen des Sanaga (Faktor 10), wurde im System des größten Flusses Kameruns eine Kombination von Reservoirs angelegt. Lac de Mbakaou, das Bamendjing und das Mapé-Reservoir, sowie weitere kleinere Reservoirs, dienen dabei nicht direkt der Stromerzeugung. Der nationale Energieerzeuger Eneo (ehemals AES Sonel) verwendet diese Stauseen zur Wassermengenregulierung des Sanaga. Dadurch werden die Abflussschwankungen des Sanaga ausgeglichen und die Stromerzeugung der Kraftwerke Edéa und Song Loulou am Unterlauf des Sanaga optimiert, die den nötigen Strom zur Aluminium Herstellung in der Region liefern. Zusätzlich wurde am Lom das Kraftwerk Lom Pangar errichtet, dessen Stausee 6 Mrd. m³ Wasser speichern kann, das aber neben dem Speicherfaktor auch zur Energiegewinnung genutzt wird.

### Fischerei
Die Fischerei in und rund um den See stellt eine der wichtigsten wirtschaftlichen Aktivitäten der Region dar. Der jährliche Ertrag wird auf etwa 2500 Tonnen geschätzt.

## Weiteres
Im Jahr 1971 wurde in Kamerun eine 100 Franc Briefmarke mit der Abbildung des Mbakaou-Dammes herausgebracht.